# Rémi Français
Rémi Français (* 24. März 1989) ist ein ehemaliger Schweizer Skispringer.

## Werdegang
Français startete Ende 2002 erstmals bei einem FIS-Rennen in Hinterzarten international und belegte den 39. Platz. Anfang 2003 belegte er bei der Junioren-WM in Sollefteå im Team den 15. und im Einzel den 59. Platz. Im Sommer 2004 debütierte er nach weiteren FIS-Rennen in Ramsau am Dachstein im Continental Cup und wurde 53. Erstmals holte er im Sommer 2007 in Lillehammer Continental-Cup-Punkte. Im August 2008 gab er in Einsiedeln sein Debüt im Sommer-Grand-Prix und belegte den 49. Platz. Am 27. November 2009 belegte er in Kuusamo bei seinem ersten Teamwettbewerb mit Andreas Küttel, Pascal Egloff und Simon Ammann den sechsten Platz. Am nächsten Tag belegte er bei seinem ersten Einzelspringen im Weltcup den 47. Platz. In dieser Saison wurde er noch bei mehreren anderen Weltcups eingesetzt, verpasste jedoch immer die Qualifikation. In Willingen startete er auch bei einem Teamwettbewerb und belegte mit Antoine Guignard, Gregor Deschwanden und Marco Grigoli den 13. Platz. Beim Continental Cup in Engelberg erzielte er als 13. das beste Continental-Cup-Ergebnis seiner Karriere. Im Sommer 2010 konnte er nicht an seine guten Leistungen in der Vorsaison anknüpfen, er blieb ohne Punkt. Im Winter wurde er nur in Kuusamo und in Engelberg im Weltcup eingesetzt. In Kuusamo belegte er im Teamspringen mit Andreas Küttel, Marco Grigoli und Simon Ammann den neunten Platz. Auch im Continental Cup blieb er ohne Punkt.
Nach der Saison 2010/11 gab er bekannt, seine Karriere zu beenden.

## Erfolge

### Continental-Cup-Platzierungen
| Saison  | Platz | Punkte |
| ------- | ----- | ------ |
| 2007/08 | 126.  | 10     |
| 2008/09 | 157.  | 04     |
| 2009/10 | 105.  | 20     |